# Élysée-Palast

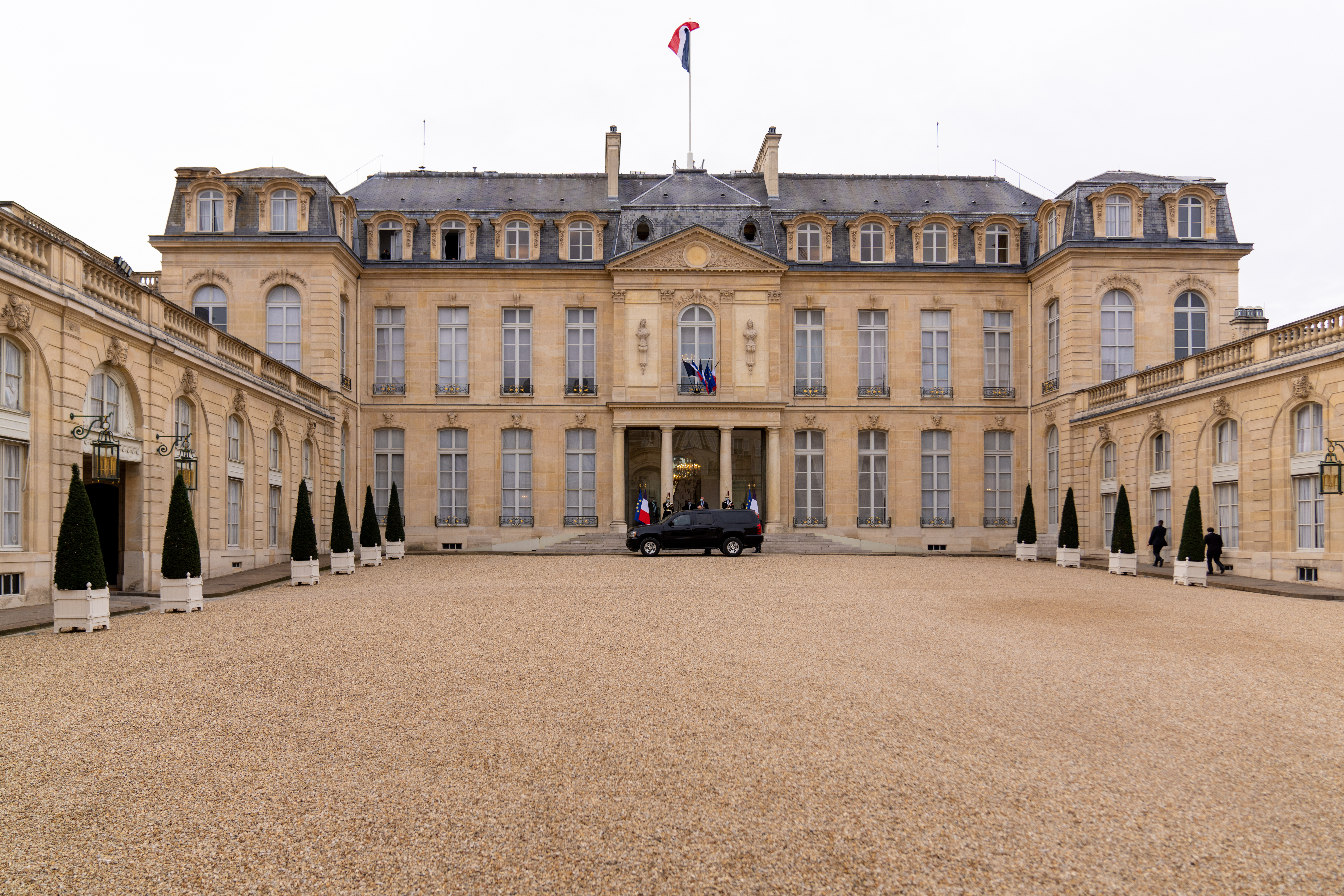
Hofansicht des Élysée-Palastes

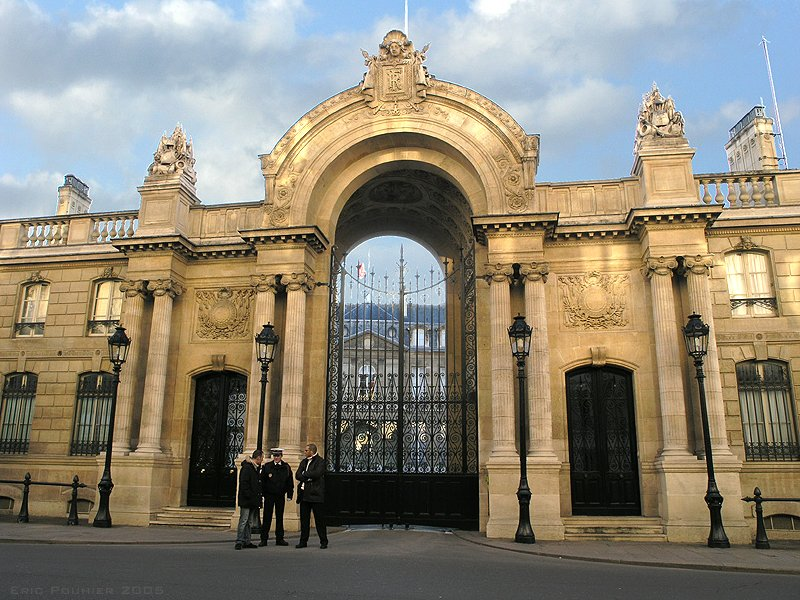
Hauptportal des Élysée-Palastes

Der Élysée-Palast [eli'ze] (französisch Palais de l’Élysée) in Paris ist das Präsidialamt der Französischen Republik und seit 1848 bzw. 1873 Amtssitz des Staatspräsidenten. Das im 18. Jahrhundert erbaute Stadtschloss, zeitweilig im Besitz der Bourbonen, ist seit napoleonischer Zeit nach der nahe gelegenen Avenue des Champs-Élysées benannt. Es befindet sich nördlich der Seine in der 55 Rue du Faubourg Saint-Honoré im 8. Arrondissement.

## Geschichte

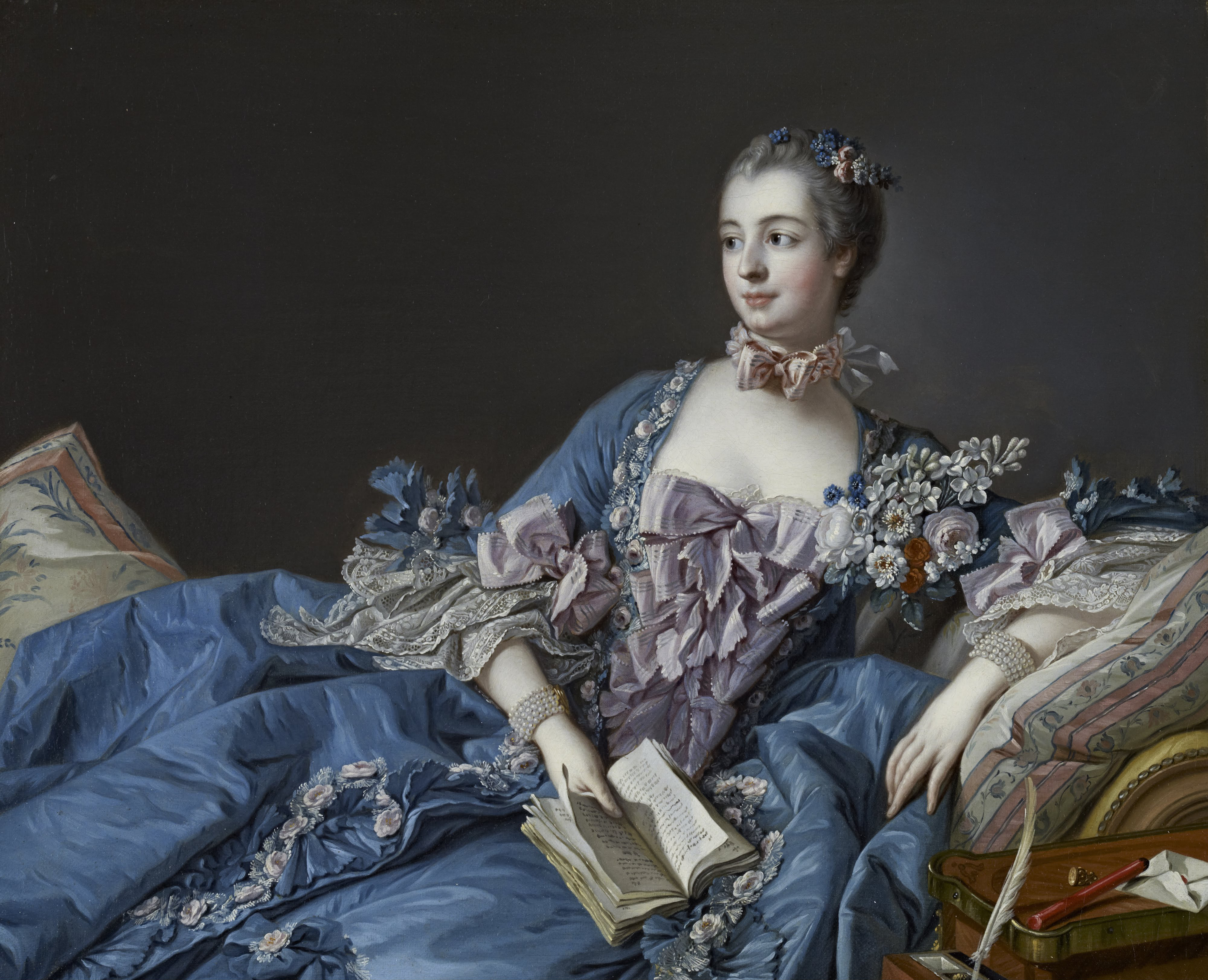
François Boucher: Madame de Pompadour

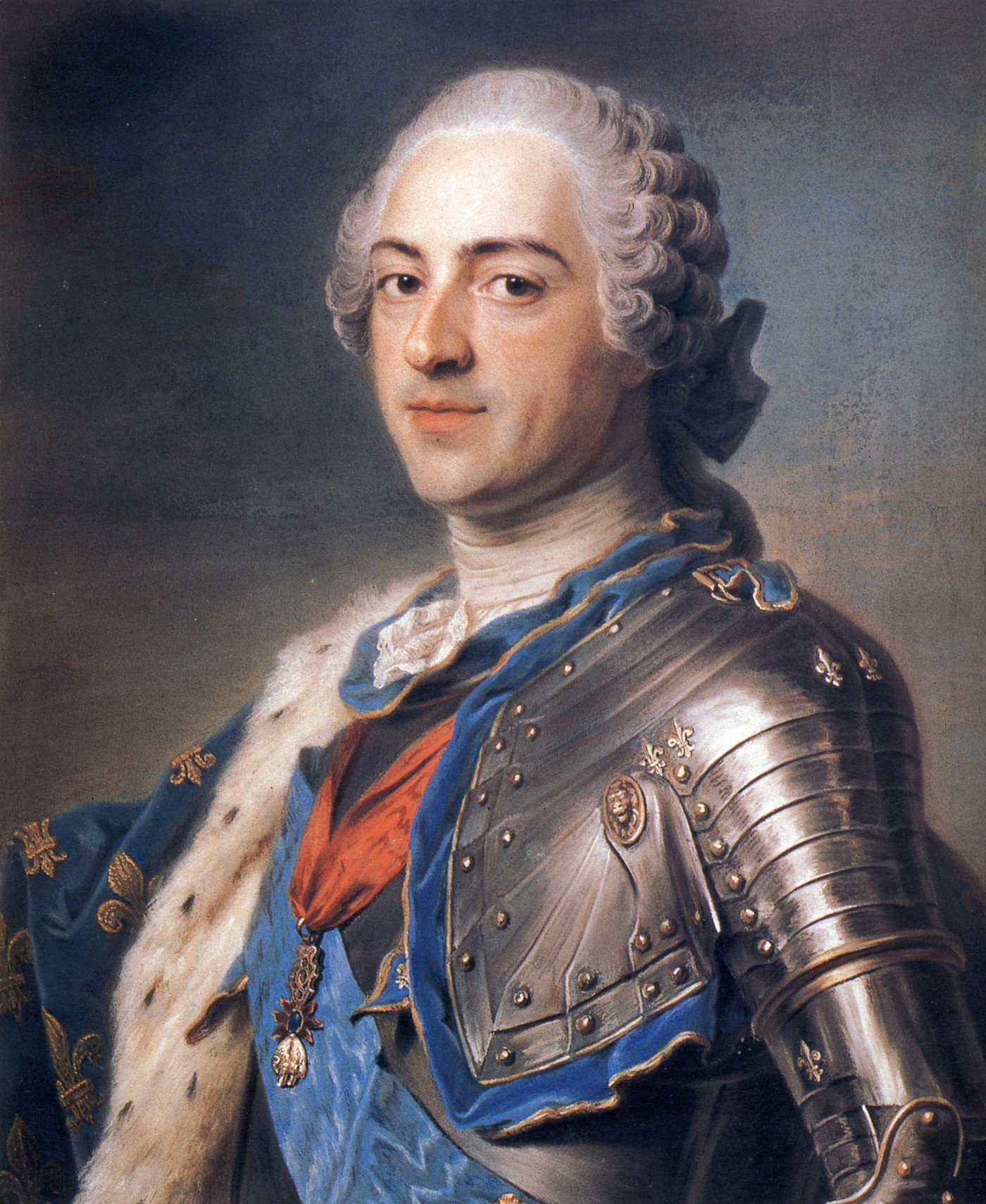
Erster König im Palast: König Ludwig XV.

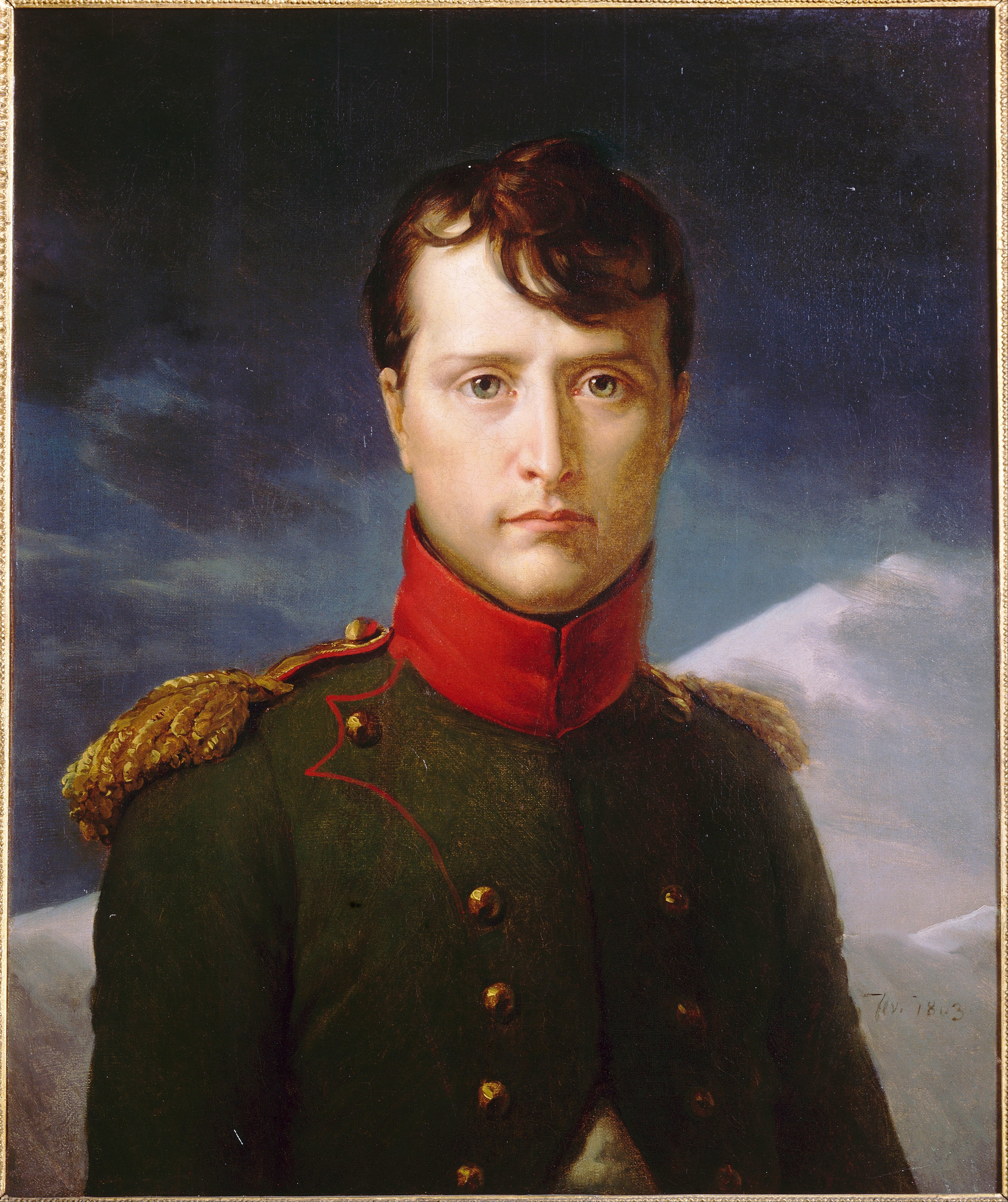
Abdankung im Élysée-Palast: Kaiser Napoleon I.

Erbaut wurde der Élysée-Palast in den Jahren von 1718 bis 1722 nach den Plänen des Architekten Armand-Claude Mollet, der das umliegende Grundstück kurz zuvor an den Grafen von Évreux, Henri-Louis de la Tour d’Auvergne, verkauft hatte und von diesem nun zum Bau einer Residenz für ihn beauftragt wurde.
Nach dem Tod des Grafen von Évreux im Jahre 1753 erwarb Jeanne-Antoinette Poisson, besser bekannt als Marquise de Pompadour, den Palast und ließ ihn durch ihren Architekten im Inneren stilvoll herrichten. Der Garten wurde nach ihren Vorstellungen vergrößert und um Säulengänge und Lauben sowie ein Labyrinth erweitert. Zu diesem Zeitpunkt war Jeanne-Antoinette Poisson schon lange Jahre die offizielle Mätresse des französischen Königs Ludwig XV., dem sie im Jahr 1764 die Residenz vererbte. Das Haus war nun im Besitz der Bourbonen und diente König Ludwig XV. zunächst als Gästehaus für Botschafter und später auch als Ausstellungsort von Gemälden. Zwischenzeitlich (1773) verkaufte der König den Palast an einen Bankier; sein Enkel, König Ludwig XVI. erwarb ihn aber 1786 zurück und überließ ihn seiner Cousine, der Herzogin von Bourbon.
Als die Bourbonen 1792 im Verlauf der Französischen Revolution gestürzt wurden und die Herzogin von Bourbon im April 1793 in Gefangenschaft geriet, stand der Élysée-Palast (seinerzeit unter dem Namen Hôtel de Bourbon) zunächst leer und diente als Lager für beschlagnahmte Möbel von Auswanderern und Inhaftierten. Zwar erhielt die Herzogin den Palast vier Jahre später zurück, sie ging aber später nach Spanien ins Exil und verkaufte den Palast an eine Unternehmerfamilie, die ihn für prestigeträchtige Veranstaltungen nutzte.
1805 erwarb der kaiserliche Prinz und Marschall Joachim Murat, Schwager von Napoleon I., den Palast und ließ ihn weitreichend umbauen. Noch heute heißt die Haupttreppe (l’escalier d’honneur) Escalier Murat (wörtlich „Murat-Treppe“). Ebenso baute Murat den Ballsaal, der noch heute Salon Murat heißt. Seit der Amtszeit des Präsidenten Georges Pompidou tagt in diesem Raum das französische Kabinett (Conseil des Ministres). Hier hingen ursprünglich vier große Gemälde, die den Tiber, den Rhein, den Nil und die Seine darstellen. Von diesen sind heute das Gemälde des Tibers mit Rom im Augenblick der Flussüberquerung Murats mit seiner Kavallerie sowie das Gemälde von Schloss Benrath in Düsseldorf, einer Residenz Murats als Großherzog von Berg, übrig geblieben. Der Kaiser machte Murat 1806 zum Großherzog von Berg und 1808 zum König von Neapel. Napoleon übernahm nach dessen Weggang das Gebäude, das er nun in Élysée-Napoléon Palast umbenannte. Nur wenige Monate später ließ sich der Kaiser jedoch von seiner Frau, Kaiserin Joséphine, scheiden und überließ ihr das Anwesen, ehe er es 1812 wieder in Besitz nahm und zwei Jahre später, als der Untergang seines Kaiserreichs nicht mehr aufzuhalten war, dort auch seine Abdankung unterzeichnete und ins Exil ging.
1816 fiel der Élysée-Palast wieder in den Besitz der Bourbonen, und König Ludwig XVIII. übergab ihn seinem Neffen Karl Ferdinand, Herzog von Berry, der mit seiner frisch vermählten Frau Maria Karolina von Bourbon-Sizilien einzog. Als der Herzog bereits vier Jahre später starb, übernahm Ludwig Philipp, der ab 1830 bis zur Februarrevolution 1848 der letzte französische König war, den Palast.
Die französische Nationalversammlung erklärte den Palast 1848 per Dekret zum Amtssitz zukünftiger Präsidenten der Zweiten Republik. Diese überdauerte lediglich vier Jahre, nämlich bis Ludwig Napoleon Bonaparte (Neffe von Napoleon I.), der zum ersten Präsidenten gewählt wurde, sich kurzerhand selbst zum Kaiser eines erneuten Kaiserreichs ernannte. Erst als er 1870 während des Deutsch-Französischen Krieges in Gefangenschaft geriet, wurde er in Frankreich abgesetzt und dort zum dritten Mal die Republik ausgerufen. Auch wenn der erste Präsident der Dritten Republik, Adolphe Thiers, seine Arbeit noch nicht vollständig aus dem Élysée-Palast leiten konnte, war er ab 1873 endgültig offizieller Amtssitz der französischen Staatsoberhäupter.
Am 22. Januar 1963 unterzeichneten General Charles de Gaulle und Konrad Adenauer hier den Élysée-Vertrag.

## Der Élysée-Palast als Behörde

Palais de l’Élysée, Paris.

Der Generalsekretär stellt die Spitze des Beamtenapparates dar. Seit 2017 ist dies Alexis Kohler. Ihm sind die Präsidentenberater (frz. conseillers techniques) unterstellt, die den Präsidenten in den Bereichen Sozialpolitik, Wirtschaft, Kultur u. a. beraten. Der Kabinettsdirektor (frz. Directeur du cabinet) hat eine weitere wichtige Stellung. Ihm ist der Präsidentensprecher unterstellt und die Mitarbeiter für die Präsidentenpost. Der Generalstab ist dem Präsidenten direkt zugeordnet.
Das Außenministerium stellt den diplomatischen Berater, auch Sherpa genannt. Seit Mai 2012 ist dies Paul Jean-Ortiz. Ihm arbeiten Berater für die verschiedenen Regionen der Welt zu. Analog zur Bundesregierung der Vereinigten Staaten gibt es seit 2002 auch einen Sicherheitsrat und einen Sicherheitsberater (Secrétaire général du conseil de sécurité). Unmittelbare Mitarbeiter des Präsidenten führen den Titel Conseiller auprès du Président. Es gibt ein persönliches Sekretariat, den Militärkommandanten des Élysée-Palastes und den Intendanten des Palastes, der für Küche und Dekor verantwortlich ist.
Das Präsidialamt hat offiziell 150 Beschäftigte. Etwa 850 weitere Mitarbeiter werden aus den Budgets der Ministerien bezahlt. Die wichtigsten Berater haben ihre Büros im Palast, viele weitere arbeiten in den umliegenden Gebäuden in der für den Durchgangsverkehr gesperrten Rue de l’Élysée, die Diplomaten dort im Hôtel de Hirsch.
Üblicherweise verfügt auch die Première dame über ein Büro und einen Sekretär im Élysée.

## Residenz des Staatspräsidenten
Im östlichen Flügel des Palastes befindet sich die Residenz des Staatspräsidenten, die er als Wohnung nutzen kann. Nicolas Sarkozy nutzte während seiner Zeit als Staatspräsident (2007 bis 2012) zusätzlich den Staatsbesitz La Lanterne in Versailles.

## Weiteres
- Im Jahr 1989 gelang es Christian Didier, auf das Gelände des Élysée-Palastes zu kommen. Die Sicherheitskräfte konnten ihn schließlich überwältigen. Didier erklärte, er habe dies getan, um François Mitterrand ein geheimes Dossier über Raoul Wallenberg auszuhändigen. Didier wurde in der Folge in eine psychiatrische Klinik eingewiesen. 1993 erschoss Didier René Bousquet.